# Achyranthes atollensis
Achyranthes atollensis (tiếng Anh thường gọi là Atoll Achyranthes hoặc Hawaii Chaff Flower) là một loài thực vật ở Amaranthaceae. Nó là loài đặc hữu của quần đảo tây bắc Hawaii. Môi trường sống tự nhiên của chúng là vùng bờ biển cát. Nó đã tuyệt chủng do mất môi trường sống.